# Io, Don Giovanni
Io, Don Giovanni is een Italiaans-Spaans-Franse dramafilm uit 2009 onder regie van Carlos Saura.

## Verhaal
De auteur Lorenzo da Ponte leidt een liederlijk leven. Hij was vroeger een priester, maar vanwege zijn talloze liefdesaffaires zag hij zich genoodzaakt om te vluchten naar Wenen. Hij maakt er kennis met de componisten Antonio Salieri en Wolfgang Amadeus Mozart.

## Rolverdeling
| Acteur                 | Personage               |
| ---------------------- | ----------------------- |
| Tobias Moretti         | Giacomo Casanova        |
| Eulàlia Ramon          | Edelvrouwe              |
| Sergi Roca             | Jonge Lorenzo           |
| Anna Saura Ramón       | Gedoopt meisje          |
| Francesco Barilli      | Bisschop                |
| Lorenzo Balducci       | Lorenzo da Ponte        |
| Elena Cucci            | Francesca Barbarigo     |
| Sebastiano Lo Monaco   | Barbarigo               |
| Sylvia De Fanti        | Tipoletta               |
| Javier Munzò           | Speler                  |
| Franco Interlenghi     | Vader van Annetta       |
| Emilia Verginelli      | Annetta                 |
| Lino Guanciale         | Wolfgang Amadeus Mozart |
| Cristina Giannelli     | Caterina Cavalieri      |
| Ketevan Kemoklidze     | Adriana Ferrarese       |
| Ennio Fantastichini    | Antonio Salieri         |
| Roberto Accornero      | Keizer Jozef II         |
| Achille Brugnini       | Graaf Rosenberg         |
| Francesca Inaudi       | Costanza                |
| Sergio Foresti         | Leporello               |
| Borja Quiza            | Don Giovanni            |
| Carlo Lepore           | Commendatore            |
| Giulia Perelli         | Kamenierster            |
| Emiliana Franzone      | Tante van Annetta       |
| Alessandra Marianelli  | Zerlina                 |
| Valentina Calandriello | Prostituee              |